# 刑部垂麻呂
刑部 垂麻呂（おさかべ の たりまろ、生没年不詳）は、飛鳥時代の人物。姓はなし。

## 経歴
慶雲年間（704年 - 708年）頃の人と言われているが、詳しい経歴などは分かっていない。『万葉集』巻第三には、垂麻呂の和歌2首がいずれも柿本人麻呂の歌に挟まれて掲載されている。
もう一首は、田口広麻呂の死を悼む挽歌である。